# Озеро Верхнє (провінційний парк)
Провінційний парк озера Верхнього — один з найбільших провінційних парків в Онтаріо, що займає площу близько 1550 км² вздовж північно-східного берега озера Верхнього між Су-Сент-Марі та Вавою в окрузі Алґома на північному сході Онтаріо, Канада. Через парк проходить шосе Онтаріо 17 (на цьому місці частина Трансканадського шосе). Коли парк заснували в 1944 році, до нього не було прямого доступу з траси.

## Історія
Сліди давньої вулканічної діяльності можна побачити у виходах скель поблизу озера Ред-Рок та кількох інших місць. Протягом понад 2000 років ця територія була заселена різними культурами корінних народів. Найдавніші артефакти, знайдені тут, датуються приблизно 500 роком до нашої ери.
На скелі Аґава, поблизу гирла річки Аґава, є піктограми, створені давніми предками народу оджибве з цього регіону. Фігури намальовані на скелі сумішшю порошкоподібного гематиту і тваринних жирів, і їх вік оцінюється в 150—400 років. Ці зображення є візуальним відображенням як історичних подій, так і легендарних постатей.
Перший письмовий опис цих піктограм був опублікований у 1851 році американським етнологом Генрі Ров Скулкрафтом. Як агент Сполучених Штатів з числа індіанців у місті Су-Сент-Марі, він провів масштабні дослідження народу оджибве, допомагаючи своїй дружині Джейн Джонстон Скулкрафт, яка була за походженням наполовину оджибве та дочкою великого торговця хутром з міста.

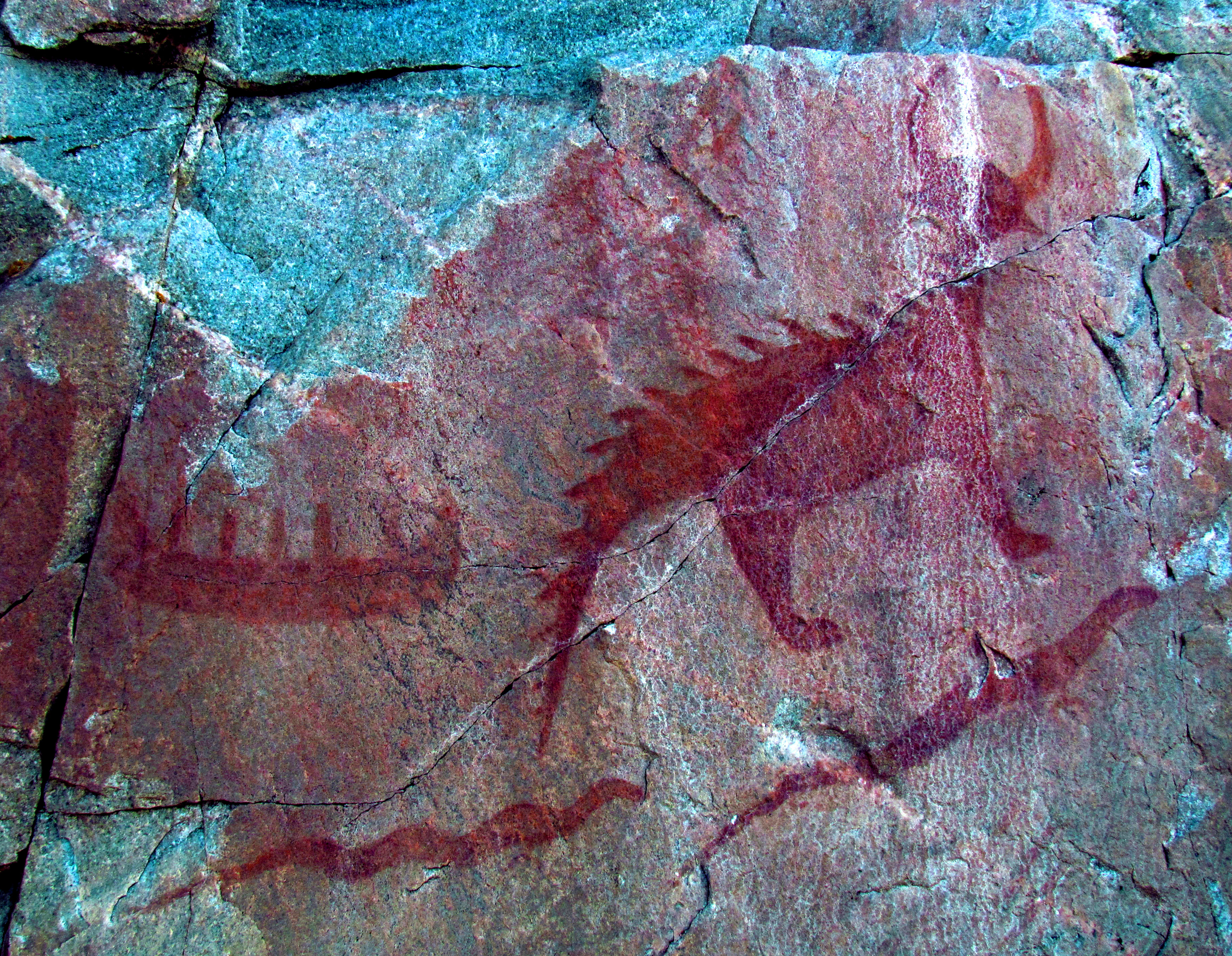
Піктограми на скелі Аґава. Кажуть, що це був Мішібіжів, або Велика Рись, який контролював озеро Верхнє. Нижче зображені два гігантські змії, відомі як Міші-ґінебікооґ мовою оджибве.

Хоча оджибве були змушені поступитися своїми землями канадському уряду згідно з договором 1850 року в обмін на резервації та ануїтети, вони зберегли права на полювання та риболовлю на колишній території. У 1940-х роках було засновано Провінційний парк озера Верхнього, який охопив рибальське село оджибве, відоме як Нанабожунґ, у своїх межах.
З кінця 20-го століття мешканці резервації Перша нація Бачевана, чия традиційна територія включала село, також відоме як гавань Ґарґантюа, довго боролася за повернення доступу до села дорогою. Однією з його локацій є резервація Rankin Location 15D в Онтаріо, а члени організації рибалили в гавані Ґарґантюа-Бей. У 2007 році близько 200 членів перших націй на чолі з вождем Діном Сейєрсом відновили дорогу до села, використавши частину паркової стежки без дозволу на проведення робіт. Після спроби домовитися з племенем, Міністерство природних ресурсів (MNR) у 2008 році висунуло проти нього звинувачення, заявивши, що корінні індіанці пошкодили майно парку.
Перші народи стверджували, що це була традиційна рибальська та церемоніальна зона, і будівництво дороги було необхідним для здійснення їхніх прав за договором. У березні 2015 року суддя Лоґан відхилив усі пункти звинувачення у справі, окрім одного, з одинадцяти. У своєму рішенні Лоґан підтвердив існування договору для Першої нації Бачевана на використання гавані Ґарґантюа-Бей для комерційного рибальства, і погодився з тим, що дорога була необхідною, щоб дістатися до берега. Він підтримав одне звинувачення проти Сейєрса та гурту щодо перешкоджання, наклавши на них штраф.

## Клімат
Провінційний парк озера Верхнього має вологий континентальний клімат (кліматична класифікація Кеппена Dfb), який значно пом'якшується його розташуванням на озері Верхньому. Погода в парку дуже мінлива залежно від місця розташування. Вздовж узбережжя озера Верхнього літні температури значно нижчі, ніж у внутрішніх районах. Взимку райони вздовж озера Верхнього мають значно лагіднішу погоду, ніж у глибині країни.
Зими в провінційному парку озера Верхнього дуже холодні зі значними снігопадами. Лютий — найхолодніший місяць у провінційному парку озера Верхнього із середньою температурою −12,5 °C (9 °F). На східному березі озера Верхнього протягом зимових місяців бувають рясні снігопади. У парку випадає в середньому 432 см снігу щорічно.
Весна — дуже короткий перехідний сезон у провінційному парку озера Верхнього, коли сніг часто залишається лежати до травня.

Літо в провінційному парку озера Верхнього часто прохолодне через холодні вітри з озера. Літо часто починається повільно через те, що вода в озері Верхнє протягом травня та червня дуже холодна. Протягом червня та липня температура води зазвичай нижча 15 °C (59 °F), і через це часто буває туман. Серпень — найтепліший місяць із середньою температурою 20 °C (68 °F). Серпень — це пік температури води на озері Верхнє, середній максимум — 19 °C (66 °F).
| Клімат Agawa Bay | Клімат Agawa Bay | Клімат Agawa Bay | Клімат Agawa Bay | Клімат Agawa Bay | Клімат Agawa Bay | Клімат Agawa Bay | Клімат Agawa Bay | Клімат Agawa Bay | Клімат Agawa Bay | Клімат Agawa Bay | Клімат Agawa Bay | Клімат Agawa Bay | Клімат Agawa Bay |
| Показник | Січ.             | Лют.             | Бер.             | Квіт.            | Трав.            | Черв.            | Лип.             | Серп.            | Вер.             | Жовт.            | Лист.            | Груд.            |                  |
| Середній максимум, °C | −7               | −7               | −1               | 5                | 14               | 19               | 20               | 20               | 16               | 10               | 3                | −4               |                  |
| Середня температура, °C | −12              | −12,5            | −6               | 0,5              | 8,5              | 14               | 15,5             | 16               | 12               | 6,5              | 0                | −8,5             |                  |
| Середній мінімум, °C | −17              | −18              | −11              | −4               | 3                | 9                | 11               | 12               | 8                | 3                | −3               | −13              |                  |
| Днів з опадами | 11               | 8                | 9                | 9                | 10               | 11               | 11               | 10               | 12               | 13               | 14               | 13               |                  |
| Вологість повітря, % | 81               | 78               | 76               | 73               | 71               | 76               | 82               | 83               | 83               | 83               | 84               | 85               |                  |
| --- | ---------------- | ---------------- | ---------------- | ---------------- | ---------------- | ---------------- | ---------------- | ---------------- | ---------------- | ---------------- | ---------------- | ---------------- | ---------------- |
| Джерело: Temperature, and precipitation (rain/snow) from The Weather Network, relative humidity, wind chill, humidex, and sunshine data from weatherstats.ca based on Environment and Climate Change Canada data, UV indices from World Weather Online. |                  |                  |                  |                  |                  |                  |                  |                  |                  |                  |                  |                  |                  |

## Облаштування

### Таборування

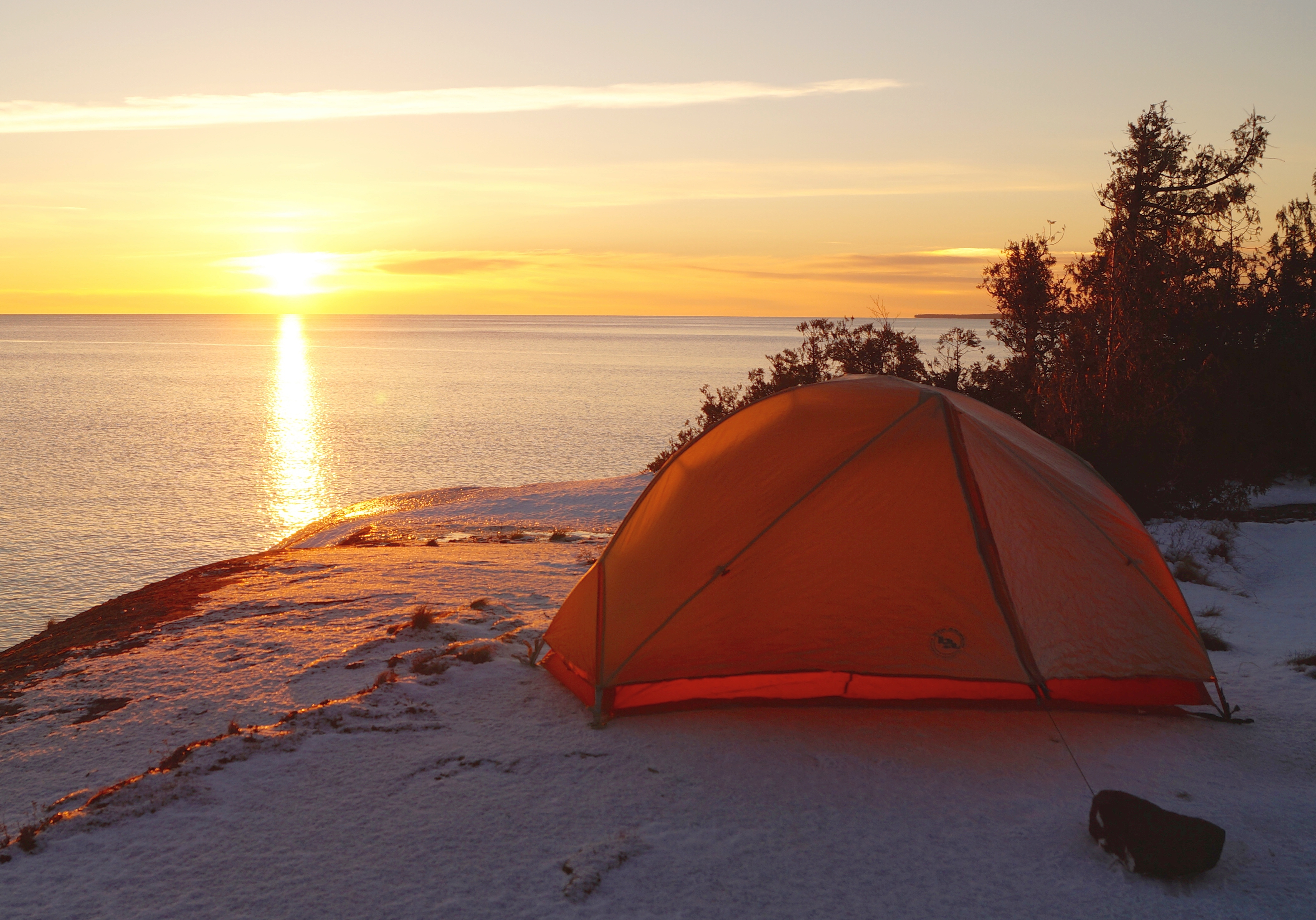
Місце таборування у провінційному парку озера Верхнього

#### Затока Аґава-Бей
В Аґава-Бей є 152 місця для таборування. На території кемпінгу є два пункти комфорту, обладнані душовими кабінами, пральнями та туалетами зі змивом. На території кемпінгу розташований амфітеатр, і презентації персоналу парку є поширеним явищем у літні місяці. Усі кемпінги розташовані в пішій доступності від озера Верхнього. Таборові місця, розташовані поруч із пляжем, можна замовити за оплату. Дозволи отримують в адміністративному будинку при вході на пляжну зону Аґава-Бей. Там же само можна придбати дрова для вогнища та лід.
В Аґава-Бей також розташований центр для відвідувачів парку, де можна отримати інформацію про парк та навколишні райони. Від травня до вересня працюють туалети та сувенірна крамниця, відкриті для публіки. У центрі для відвідувачів є виставкова зона, присвячена історії парку та впливу, який парк озера Верхнє мав на торгівлю хутром, художників Групи Сімох та корабельні аварії в регіоні. Є можливості для паркування трейлерів, але про це необхідно домовитися зі старшими співробітниками, які знаходяться в північній частині парку в офісі парку. Центр для відвідувачів отримав низку нагород за свій дизайн.

#### Озеро Кресцент
Озеро Кресцент (зараз закрите) мало 46 місць таборування, розміщених приблизно за 2 кілометри від шосе 17 на березі озера.

#### Озеро Ребіт-Бланкет
На озері Ребіт-Бланкет є 60 кемпінгів. На території є один пункт комфорту, обладнаний душовими кабінами, пральнями та туалетами зі змивом. Кемпінг розташований поруч із озером Ребіт-Бланкет. Дрова та лід можна придбати на сторожці Rabbit Blanket або в офісі парку.

## Екологія

### Ліси
Завдяки своїм розмірам та розташуванню, територія належить як до східного лісо-бореального перехідного екорегіону, так і до лісового регіону Центрального Канадського щита. Суворий ландшафт парку вкритий лісами, що поєднують хвойні та листяні дерева, такі як сосна, клени та береза. Цукровий клен домінує в численних лісах у південних двох третинах парку.

### Топографія
Переважно скелясте узбережжя в кількох місцях переривається піщаними пляжами. Парк розташований у межах Великого Канадського щита, де переважають оголені скелі або тонкий шар ґрунту на скелях.

### Фауна
У парку мешкає велика популяція лосів (Alces alces). Найкращий час для спостереження за лосями — квітень, травень і червень, коли відбувається весняне танення льодів. Інші великі тварини, яких можна знайти в парку — це:
- Білохвостий олень (Odocoileus virginianus)
- Чорний ведмідь (Ursus americanus)
- Сірий вовк (Canis lupus)

Протягом літніх місяців парк забезпечує середовище проживання для співочих пташок та інших птахів північних лісів.

### Озера та річки
Окрім своєї головної атракції, парк має численні менші озера у своїй глибині. З внутрішньої частини парку також витікає кілька річок:
- Річка Аґава
- Річка Болдгед
- Річка Колдвотер
- Річка Ґарґантюа
- Річка Олд-Вімен
- Річка Ред-Рок
- Сенд-Рівер
- Струмок Спеклед-Траут

Кілька мальовничих водоспадів на цих річках можна побачити з дороги або дістатися до них пішохідними стежками.